# 思春期のアイアンメイデン
『思春期のアイアンメイデン』（ししゅんきのアイアンメイデン）は渡辺静による日本の漫画作品。『ヤングガンガン』（スクウェア・エニックス）において、2012年21号から2014年20号まで連載された。

## あらすじ
女の子は「あの日」になると変身する。それは一万人に一人にみられるという、可孵化という特殊体質。

## 登場人物
真山 春来（まやま はるき）
主人公。エロいことでバカ騒ぎするお年頃。
ひょんなことから月子の秘密を一緒に守ることになる。
姫宮 月子（ひめみや つきこ）
ヒロイン。春来とは幼馴染で家が隣。可孵化体質。
真面目で優しく成績優秀、友達も多い典型的優等生。

## 書誌情報
- 『思春期のアイアンメイデン』 スクウェア・エニックス〈ヤングガンガンコミックス〉、全5巻
  1. 2013年4月25日発売[3]、ISBN 978-4-7575-3920-4
  2. 2013年9月25日発売[4]、ISBN 978-4-7575-4070-5
  3. 2014年2月19日発売[5]、ISBN 978-4-7575-4259-4
  4. 2014年5月9日発売[6]、ISBN 978-4-7575-4323-2
  5. 2014年11月25日発売[7]、ISBN 978-4-7575-4480-2